# Бірки (Михайло-Коцюбинська селищна громада)
Бі́рки — село в Україні, у Михайло-Коцюбинській селищній громаді Чернігівського району Чернігівської області. До 2016 орган місцевого самоврядування — Пльохівська сільська рада.
Населення становить 73 особи.
Назва села походить від урочища Бірки.

## Історія
За даними на 1859 рік у козацькому й власницькому селі Чернігівського повіту Чернігівської губернії мешкало 144 особи (70 чоловічої статі та 74 — жіночої), налічувалось 23 дворових господарства.
2 вересня 2016 року Пльохівська сільська рада об'єднана з Михайло-Коцюбинською селищною громадою.
12 червня 2020 року, відповідно до розпорядження Кабінету Міністрів України № 730-р «Про визначення адміністративних центрів та затвердження територій територіальних громад Чернігівської області», увійшло до складу Михайло-Коцюбинської селищної громади.
19 липня 2020 року, в результаті адміністративно-територіальної реформи та ліквідації Чернігівського району (1923—2020) Чернігівської області, увійшло до складу новоутвореного Чернігівського району

## Відома особа
- Топольський Арсентій Моісейович (нар. 1907 — † 1943) — Герой Радянського Союзу.